# EasySky
EasySky est une compagnie aérienne à bas prix basée au Honduras. Son siège social est situé à Tegucigalpa. Sa principale base opérationnelle se trouve à l'aéroport international de Toncontín à Tegucigalpa.

## Flotte

### Flotte actuelle

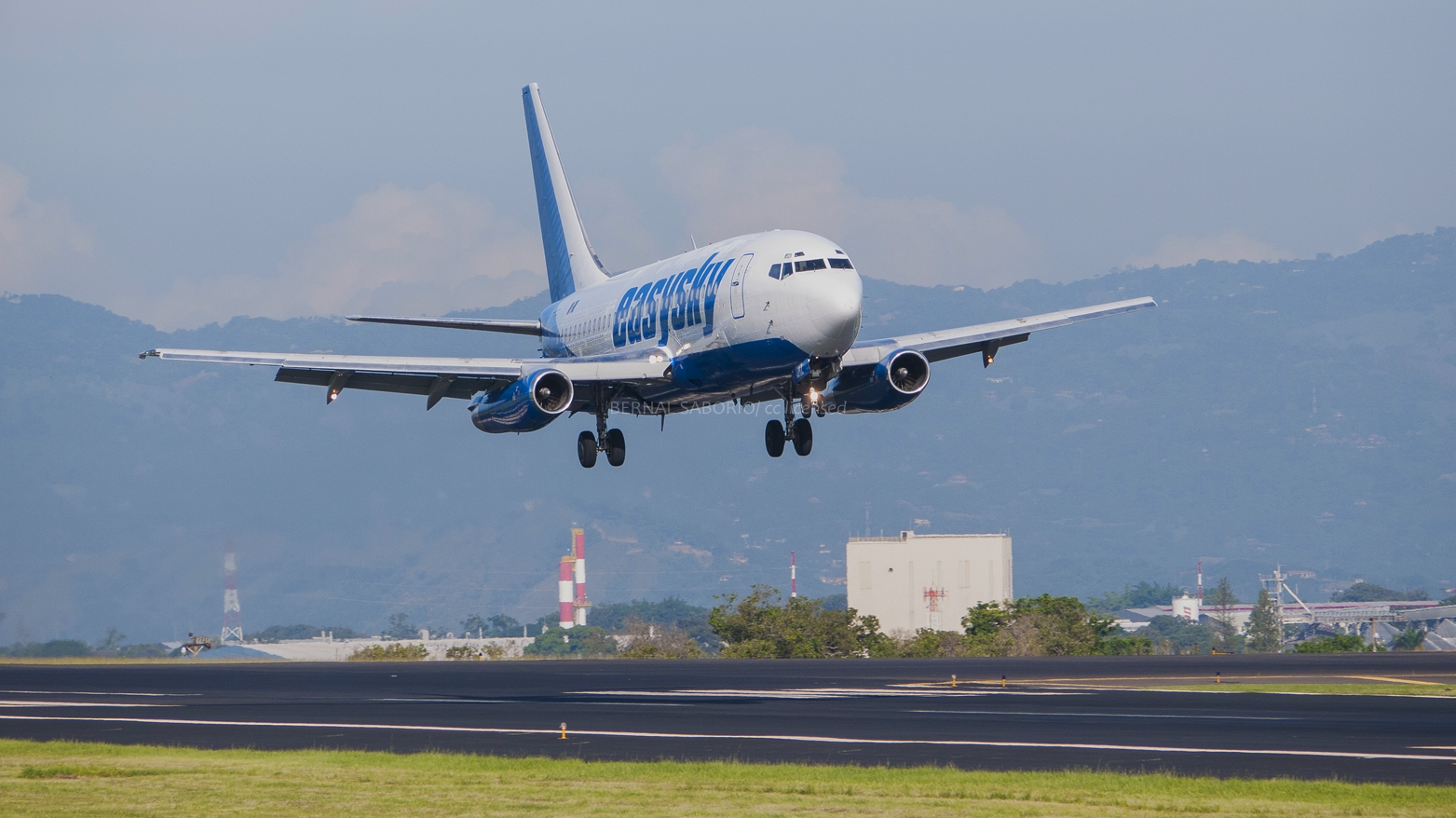
Global Air Boeing B737-200. Exploité par Easy Sky (Honduras)

Depuis août 2017, EasySky exploite les avions suivants :

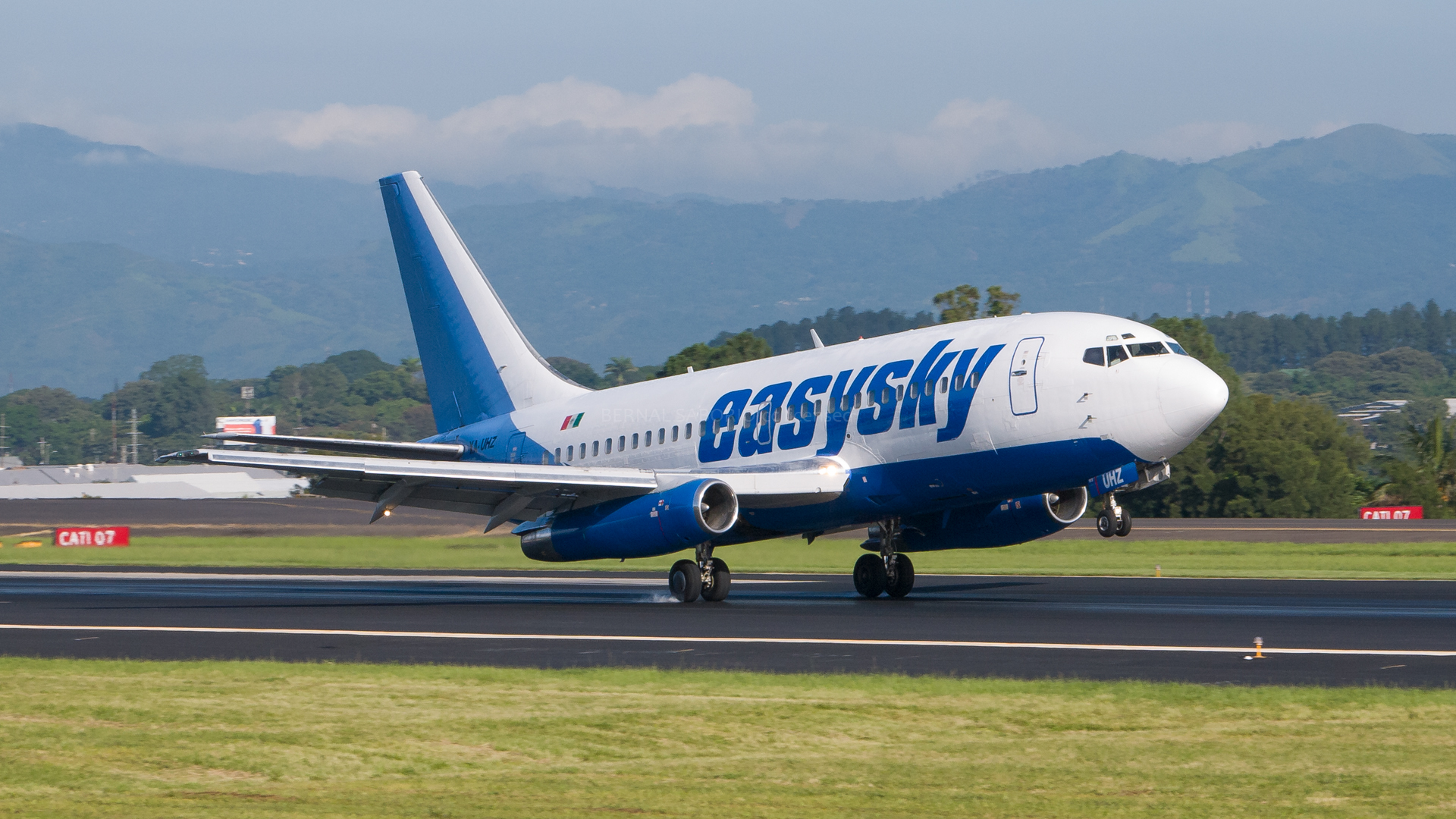
Boeing 737-200 d'Easysky

- Boeing 737-200 d'EasyskyBoeing 737-200

### Ancienne flotte
La compagnie aérienne exploitait auparavant les aéronefs suivants:
- 3 autres Boeing 737
- 2 Bae Jetstream 31

## Incidents et accidents
- Le 31 décembre 2012, l'un des avions d'EasySky a dévié de la piste en atterrissant à San Pedro Sula et a atterri dans un fossé. Il n'y a eu aucun décès et une seule personne a été blessée[2].
- EasySky et sa société mère Global Air ont été liés à la tragédie du vol 972 de Cubana de Aviación en mai 2018, au cours de laquelle 112 personnes sont mortes, grâce à l'utilisation d'un avion de location avec équipage[3].

## Action en justice
En 2018 easyGroup, détenteur de licence de la marque l'easyJet a engagé des poursuites judiciaires contre EasySky et la compagnie basée en Colombie EasyFly sur l' utilisation du préfixe « facile ».